# John D. Eshelby
John Douglas Eshelby, genannt Jock, (* 21. Dezember 1916 in Puddington, Cheshire; † 10. Dezember 1981 in Sheffield, South Yorkshire) war ein britischer Ingenieurwissenschaftler für Mechanik. Er ist bekannt für Beiträge zur Mikromechanik.

## Leben
Er ging in Eastbourne zur Schule und wurde nach einer Erkrankung privat zu Hause erzogen (in Farrington Gurney). Danach studierte er Physik an der University of Bristol mit dem Abschluss 1937. Im Zweiten Weltkrieg arbeitete er für die Marine an der Entmagnetisierung von Schiffen und dann bei der Royal Air Force in der Radarentwicklung (zuletzt war er Squadron Leader). Nach dem Krieg wurde er an der Universität Bristol in Physik promoviert mit einer Arbeit über Versetzungen. Anschließend ging er an die Universität Cambridge ans Cavendish Laboratory und wurde Fellow des Churchill College und danach Reader in Materialwissenschaft an der University of Sheffield, an der er 1971 Professor wurde.
Er befasste sich mit Elastizitätstheorie und Mechanik von Defekten. Nach ihm ist die Eshelby-Theorie der Verzerrungsenergie benannt.
1977 erhielt er die Timoshenko Medal. 1974 wurde er Fellow der Royal Society. In seiner Freizeit sammelte er Bücher und befasste sich mit Sanskrit.

## Schriften
- The Force on an Elastic Singularity. In: Philosophical Transactions of the Royal Society. A, Band 244, 1951, S. 87.
- The Determination of the Elastic Field of an Ellipsoidal Inclusion, and Related Problems. In: Proceedings of the Royal Society of London. Band 241, 1957, S. 376–396.
- The Elastic Field Outside an Ellipsoidal Inclusion. In: Proceedings of the Royal Society of London. Band 252, 1959, S. 561–569.
- Xanthippi Markenscoff, Anurag Gupta (Hrsg.): Collected Works of J. D. Eshelby, Mechanics of Defects and Inhomogeneities. Springer Verlag, 2006.
- The continuum theory of lattice defects. In: Frederick Seitz, D. Turnbull (Hrsg.): Progress in Solid State Physics. Band 3, Academic Press, New York, 1956, S. 79–303.